# نوپسرها مینور
نوپسرها مینور یک گونه سوسک از خانوادهٔ سوسک‌های شاخک‌دراز است. موریس پیک در سال ۱۹۳۹ این گونه را توصیف و بررسی کرد.
این گونه شامل نوع Nupserha minor var. chinensis هم می‌شود.